# Kálmán Mészöly
Dans le nom hongrois Mészöly Kálmán, le nom de famille précède le prénom, mais cet article utilise l’ordre habituel en français Kálmán Mészöly, où le prénom précède le nom.
Kálmán Mészöly, né le 16 juillet 1941 à Budapest (Hongrie) et mort le 21 novembre 2022 dans la même ville, est un footballeur international hongrois, reconverti en entraîneur.
Il est le seul Hongrois à avoir disputé la Coupe du monde de football à la fois en tant que joueur (en 1962 et en 1966) et en tant que sélectionneur (en 1982) de l'équipe nationale.

## Biographie
Il dispute 61 matchs et marque six buts avec la sélection hongroise, avec laquelle il participe à deux phases finales de coupes du monde en 1962 et 1966 et une phase finale des championnats d'Europe en 1964.
Par la suite, il reste dans le monde du football en entraînant à trois reprises l'équipe de Hongrie : 1980-1983, 1990-1991, 1994-1995, les emmenant à disputer la Coupe du monde 1982. Entre-temps il entraîne durant une année le club turc de Fenerbahçe.

## Palmarès
- Championnat de Hongrie : 1961, 1962, 1965 et 1966